# Гнатюк, Галина Макаровна
Галина Макаровна Гнатюк (26 декабря 1927, с. Гусаково, ныне Звенигородского района Черкасской области — 20 июня 2016, Киев) — украинский языковед, лексикограф, историк украинского языка. Доктор филологических наук (1984). Лауреат Государственной премии СССР (1983). Жена известного оперного певца Дмитрия Гнатюка.

## Биография
Окончила Киевский университет (1952).
Работала преподавателем Киевского университета (1955—1956); в системе АН УССР: 1956—1963 — младший научный сотрудник, 1963—1987 — старший научный сотрудник, 1987—1992 — ведущий научный сотрудник Института языкознания, одновременно 1957—1967 — учёный секретарь Комиссии по созданию российско-украинских терминологических отраслевых словарей. Исследовала вопросы лексикологии, лексикографии, терминологии, грамматики, истории украинского языка. Соавтор и соредактор 1, 3 и 10 т. «Словарь украинского языка: В 11 т.» (К., 1971—1980).
Скончалась 20 июня 2016 года. Похоронена на Байковом кладбище.

## Библиография

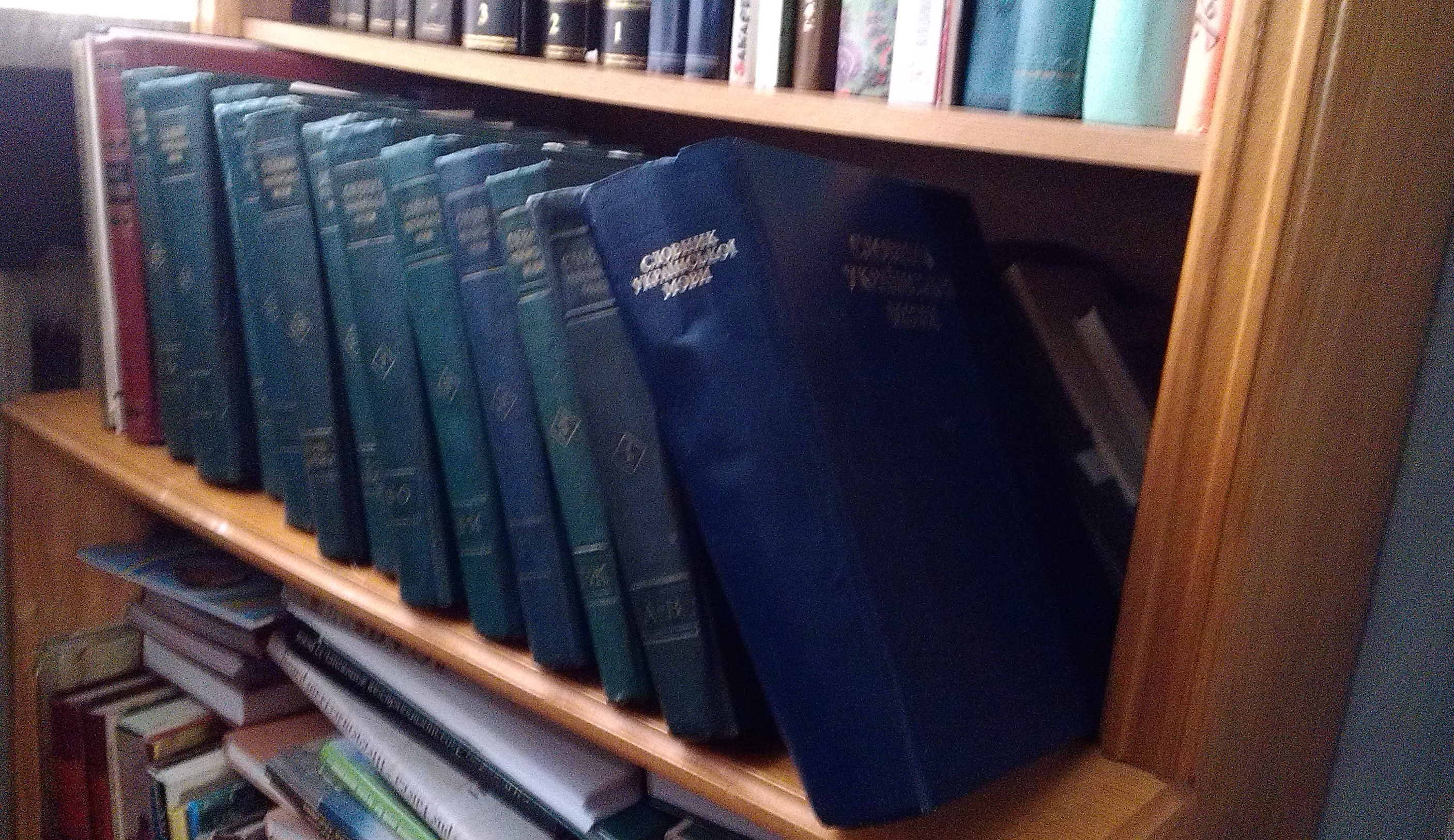
Книги авторства Галины Гнатюк